# Dmitrij Sadowniczenko
Dmitrij Gawriłowicz Sadowniczenko (ros. Дмитрий Гаврилович Садовниченко, ur. 13 października?/26 października 1907 w Pawłohradzie, zm. 16 lutego 1955 w Chmielnickim) – radziecki działacz partyjny.

## Życiorys
W latach 1929–1933 służył w marynarce wojennej ZSRR, 1931 został członkiem WKP(b), od 1933 był sekretarzem fabrycznego komitetu Komsomołu w obwodzie dniepropetrowskim, a w latach 1934–1935 zastępcą przewodniczącego rejonowej Rady Towarzystwa Pomocy Obronie, Budownictwu Lotniczemu i Chemicznemu w obwodzie dniepropetrowskim. W latach 1935–1939 był I sekretarzem rejonowego komitetu Komsomołu w obwodzie dniepropetrowskim, potem instruktorem i kierownikiem Wydziału Organizacyjno-Instruktorskiego Pawłohradzkiego Rejonowego Komitetu KP(b)U w obwodzie dniepropetrowskim, następnie do 1940 II sekretarzem Pawłohradzkiego Rejonowego Komitetu KP(b)U, a 1940–1941 I sekretarzem Limanskiego Rejonowego Komitetu KP(b)U w obwodzie izmailskim. Od sierpnia 1941 był zastępcą sekretarza Dniepropetrowskiego Podziemnego Komitetu Obwodowego KP(b)U, od lipca 1942 do lutego 1942 sekretarzem Dniepropetrowskiego Komitetu Obwodowego KP(b)U, później funkcjonariuszem partyjnym w obwodzie kamieniec-podolskim, a 1943-1948 pracownikiem KC KP(b)U. Od 1950 do grudnia 1953 był sekretarzem Kamieniec-Podolskiego Komitetu Obwodowego KP(b)U/KPU, a od grudnia 1953 do końca życia II sekretarzem Kamieniec-Podolskiego/Chmielnickiego Komitetu Obwodowego KPU. Został odznaczony Orderem Czerwonego Sztandaru.